# 入江祥雄
入江 祥雄（いりえ よしお、1955年〈昭和30年〉12月16日‐）は日本の編集者、プロデュサー。元講談社取締役、元キングレコード副社長、元文化放送非常勤取締役。

## 経歴
岡山県岡山市出身。早稲田大学政治経済学部卒業後、1978年（昭和53年）、講談社に編集職として入社。1988年（昭和63年）に、33歳で月刊誌『なかよし』の編集長に就任。「美少女戦士セーラームーン」「カードキャプターさくら」「東京ミュウミュウ」「怪盗セイント・テール」などのヒット作を送り出し、同誌を5年間で発行部数210万部のトップ誌に成長させた。
2005年（平成17年）2月に講談社取締役に就任し、当時同社の新規事業分野であった、コンテンツのアニメ化、テレビドラマ化、映画化を推進するライツ事業局を立ち上げ、ライツ事業、デジタル事業、海外事業の基盤を作り上げる。『AKIRA』『攻殻機動隊』のハリウッドでの実写映画化契約、『進撃の巨人』の全世界展開などを指揮した。
2013年（平成25年）2月に講談社のグループ会社である、株式会社キングレコードの副社長に就任。DVD・CDの売上低迷により事業転換を迫られていた同社のライツ部門、アニメ制作部門、そしてアイドル部門の組織改編を行い、収益基盤の改善を実現した。
2017年（平成30年）2月に講談社取締役を退任。同社顧問に就任。子会社の株式会社講談社コミッククリエイトの代表取締役に就任。
2021年（令和3年）、講談社顧問を退任。同年より、プロデューサーとして舞台製作に関わる。

## 海外事業での功績
講談社における海外事業部の統括責任者として、Kodansha USA Inc. (N.Y.)、Kodansha Europe Ltd. (London)、講談社北京文化有限公司(Beijing)、台湾講談社股份有限公司(Taipei)などの現地法人の経営に携わる。また、アメリカRandom House Publishing Group（ランダムハウス）との業務提携、フランスでのHachette Livre（アシェット・リーブル）とのJV（ジョイントベンチャー）設立・経営、中国広西出版社とのJV設立と現地マンガ雑誌創刊、韓国で「GON」、インドでの「スーラジザ・ライジングスター」（原作：「巨人の星」）などのテレビアニメシリーズ海外共同制作事業、台湾城邦出版集団とのJVによる電子書籍配信プラットフォーム事業、韓国総合編成衛星放送会社JTBCの設立に参加など数多くの実績を残した。

## 創作物の登場人物として
柴田亜美の漫画作品「緊急出動すずめちゃん!」にて主人公の御山野家の金の独占権を狙うスーツマン軍団の総統、イリエ総統として登場。また、当キャラクターは『ドリームネットPAPA』にも登場している。

## 舞台
- 青春舞台「1518! イチゴーイチハチ」2021年2月
- 舞台「あの日見た花の名前を僕達はまだ知らない。」2022年2月
- 舞台「ヲタクに恋は難しい」2022年5月
- 舞台「宇宙よりも遠い場所」2023年５月
- 青春舞台「1518! イチゴーイチハチ」2023　2023年6月
- 舞台「あの日見た花の名前を僕達はまだ知らない。」2023　2023年８月
- 舞台「かげきしょうじょ!!」2023年10月
- 朗読劇「ネコたん！－猫町怪異奇譚－」2024年5月

## 関連出版物
- 「メディアを動かす顔 -新聞から見た雑誌人-」村手久枝　1996年　東京新聞出版局
- 「黄金期を築いた、敏腕編集者の仕事」月刊Pen　2013年6/1号　CCCメディアハウス
- “DREAMLAND JAPAN -Writings On Modern Manga-” Frederik L. Schodt  1996  Stone Bridge Press
- “LES CHRONIQUES DE PlAYER ONE -20 ans de jeu vidēo et de manga-” Alain Kahn, Olivier Richard  2010  Pika